# Adejeania spiniventris
Adejeania spiniventris är en tvåvingeart som beskrevs av Guimaraes 1966. Adejeania spiniventris ingår i släktet Adejeania och familjen parasitflugor. Inga underarter finns listade i Catalogue of Life.